# Índice de poder mundial
El índice de poder mundial (IPM) es una expresión numérica que expresa el cúmulo de capacidades nacionales que posee un Estado para el ejercicio de su poder en el sistema internacional. 
El IPM es resultante de la adición de 18 indicadores, mismos que son organizados a través de tres índices compuestos: 
- Índice de capacidades materiales (ICM),
- Índice de capacidades semimateriales (ICSM),
- Índice de capacidades inmateriales (ICIM).

El IPM se presenta como una técnica de análisis que, al ser cuantitativa, busca coadyuvar a superar la hermenéutica que subyace en la interpretación subjetiva del poder nacional. De esta forma, el IPM contribuye a la comparación precisa de las capacidades nacionales de los Estados.

## Antecedentes
El IPM pasó por dos ensayos previos, mismos que estuvieron sujetos a revisión. 
El primero de ellos, publicado en 2008 y nombrado como Indicador de Posicionamiento Estructural (IPE), expresó el poder nacional como la combinación de factores materiales (los cuales fueron enunciados como capacidades duras) y factores inmateriales (identificados como capacidades blandas). Dichos conjuntos de factores fueron procesados a través de una función matemática que consideraba tanto variables métricas como variables ordinales.
Aunque resultó una herramienta de gran utilidad para definir y explicar los roles de algunos países en el sistema político internacional de Posguerra Fría (específicamente de Brasil y México), el IPE mostró ciertas deficiencias, entre las que se pueden mencionar: 1) si se incluía o se sustraía del análisis algún Estado, los “rangos” construidos para ponderar el posicionamiento de los países resultaban significativamente alterados y, con ello, todo el IPE; 2) no se contaba con un Índice de Pobreza Humana exacto (indispensable para la medición de las capacidades blandas) para la gran mayoría de los Estados incluidos en análisis; 3) resultaba inoperante manejar un Indicador de Posicionamiento Estructural de 3,639.111 para Estados Unidos y de 0.025 para Burundi; 4) era muy complicado obtener información para un espacio temporal más amplio que permitiera mostrar tendencias de mediano y largo plazo. Después de este ejercicio, se continuó ensayando en la medición del poder. 
En 2011 fue publicado el segundo ensayo del IPM como parte del libro Potencias medias y potencias regionales en el sistema político internacional de Guerra Fría y Posguerra Fría. La principal limitación de este segundo ensayo radicó en su incapacidad para distinguir teórica y metodológicamente las capacidades inmateriales de las llamadas capacidades semimateriales: la visión dicotómica del hard power/soft power de Joseph Nye, terminó por imponerse y comprometer el índice (aunque no los hallazgos teóricos sobre la naturaleza, características y roles de las potencias estudiadas). Con su difusión, el índice fue sujeto de diversas críticas y observaciones, mismas que contribuyeron a su mejoramiento. Todo esto condujo al tercer y más completo ensayo del IPM.
El nuevo índice de poder mundial —cuyos fundamentos teóricos se encuentran en el artículo académico El poder nacional-internacional de los Estados. Una propuesta trans-estructural — no sólo considera la tridimensionalidad del poder nacional como punto de partida ontológico y epistemológico, sino que además presenta la metodología inherente al IPM (y sus respectivos subíndices).

## Componentes
Dado que el poder de un Estado es relativo al del resto de los actores estatales del sistema internacional, entonces la mejor manera de expresarlo es a través de una cifra que exprese la relación entre una serie de datos. Un indicador es un valor absoluto, por lo que no refleja una correlación con el resto de los valores; en cambio, un índice —que está construido a partir de la consideración de los valores máximos y mínimos— alcanza a mostrar más claramente dicha relatividad.
No obstante, existe una disparidad enorme entre los valores máximos y mínimos a nivel internacional. Para superar este problema, el IPM somete cada uno de los valores a un logaritmo base 10. Con este procedimiento se logra acercar los datos más extremos, pero conservando de manera equitativa sus valores originales. 
A partir de las consideraciones anteriores, el IPM es formulado sobre la base de tres subíndices que refieren el poder económico-militar, el poder socio-institucional y el poder comunicativo-cultural de un Estado.

### Índice de capacidades materiales (ICM)
El índice de capacidades materiales (ICM) fue publicado por primera vez en el libro Potencias medias y potencias regionales en el sistema político internacional de Guerra Fría y Posguerra Fría. En un mejoramiento de éste, se mantuvieron todos los indicadores originales y se adicionó Total reserves (includes gold, current US$) como nuevo indicador.
El ICM es así un índice compuesto que busca reflejar de manera más amplia el poder económico-militar de los Estados a partir de la consideración de seis variables:
- producción nacional,
- extensión territorial,
- gasto en defensa,
- gasto en investigación y desarrollo,
- volumen del comercio exterior,
- total de reservas financieras.

Para el año 2017, los países con la mayor dotación de capacidades materiales —y, por tanto, de poder económico-militar— fueron:
| Ranking | País           | ICM 2017 |
| ------- | -------------- | -------- |
| 1       | Estados Unidos | 0.978    |
| 2       | China          | 0.960    |
| 3       | Japón          | 0.861    |
| 4       | Alemania       | 0.833    |
| 5       | Francia        | 0.809    |
| 6       | Reino Unido    | 0.801    |
| 7       | Rusia          | 0.795    |
| 8       | Brasil         | 0.793    |
| 9       | India          | 0.813    |
| 10      | Canadá         | 0.780    |
| 11      | Corea del Sur  | 0.776    |
| 12      | Italia         | 0.774    |
| 13      | Australia      | 0.763    |
| 14      | España         | 0.741    |
| 15      | México         | 0.735    |
| 16      | Arabia Saudita | 0.737    |
| 17      | Turquía        | 0.721    |
| 18      | Suiza          | 0.710    |
| 19      | Países Bajos   | 0.699    |
| 20      | Indonesia      | 0.702    |

Los resultados del ICM se encuentran disponibles en Material Capacities Index.

### Índice de capacidades semimateriales (ICSM)
El índice de capacidades semimateriales fue también publicado por primera vez en el libro Potencias medias y potencias regionales en el sistema político internacional de Guerra Fría y Posguerra Fría, pero con el nombre de índice de capacidades inmateriales. En una revisión de éste, su nombre fue cambiado por el de índice de capacidades semimateriales (ICSM) pues lo que pretendía medir no era el poder comunicativo-cultural o inmaterial, sino la dimensión que corresponde con el poder socio-institucional y que se sitúa teóricamente entre el poder material y el inmaterial: de ahí el nombre de “semimaterial”.
Para mantener congruencia metodológica con el ICM, el Índice de Desarrollo Humano (que originalmente fue considerado para ponderar las capacidades semimateriales) fue eliminado, ya que se trata de un índice compuesto. En su lugar, fueron incorporados un par de índices simples. De esta forma, el ICSM se trata así de un índice compuesto que busca referir el poder socio-institucional de un Estado a partir de la consideración de seis variables:
- producción nacional per cápita,
- población,
- consumo per cápita,
- consumo de energía per cápita,
- gasto en educación,
- gasto en salud.

En el 2017, los países con la mayor dotación de capacidades semimateriales —es decir, de poder socio-institucional— fueron:
| Ranking | País           | ICSM 2017 |
| ------- | -------------- | --------- |
| 1       | Estados Unidos | 0.882     |
| 3       | Noruega        | 0.809     |
| 2       | Suiza          | 0.809     |
| 5       | Japón          | 0.798     |
| 6       | Australia      | 0.792     |
| 4       | Alemania       | 0.799     |
| 7       | Canadá         | 0.791     |
| 9       | Francia        | 0.780     |
| 8       | Reino Unido    | 0.783     |
| 10      | Suecia         | 0.776     |
| 11      | Países Bajos   | 0.762     |
| 12      | Dinamarca      | 0.756     |
| 14      | Italia         | 0.747     |
| 13      | Austria        | 0.748     |
| 15      | Bélgica        | 0.746     |
| 17      | Irlanda        | 0.745     |
| 16      | Finlandia      | 0.745     |
| 20      | Luxemburgo     | 0.731     |
| 19      | Singapur       | 0.737     |
| 18      | Corea del Sur  | 0.738     |

Los resultados del ICSM se encuentran disponibles en Semimaterial Capacities Index.

### Índice de capacidades inmateriales (ICIM)
El índice de capacidades inmateriales representa el primer ensayo por medir el poder comunicativo-cultural o lo que ha sido enunciado por otros como poder suave o poder simbólico.
El ICIM se trata de otro índice compuesto, formulado a partir de seis variables que pretenden reflejar de manera más amplia el poder comunicativo-cultural de un Estado a partir de:
- gasto gubernamental,
- ingresos por turismo internacional,
- ayuda oficial para el desarrollo per cápita,
- cantidad de líneas telefónicas,
- cantidad de artículos en publicaciones científicas y técnicas,
- stock de migrantes internacionales.

En 2017, los países con la mayor dotación de capacidades inmateriales fueron:
| Ranking | País           | ICIM 2017 |
| ------- | -------------- | --------- |
| 1       | Estados Unidos | 0.995     |
| 2       | China          | 0.936     |
| 3       | Alemania       | 0.894     |
| 4       | Japón          | 0.893     |
| 5       | Francia        | 0.879     |
| 6       | Reino Unido    | 0.871     |
| 7       | Italia         | 0.846     |
| 9       | Rusia          | 0.833     |
| 8       | Canadá         | 0.836     |
| 10      | España         | 0.829     |
| 11      | Australia      | 0.819     |
| 13      | India          | 0.804     |
| 14      | Países Bajos   | 0.789     |
| 12      | Corea del Sur  | 0.811     |
| 15      | Brasil         | 0.787     |
| 16      | Arabia Saudita | 0.777     |
| 17      | Suecia         | 0.759     |
| 18      | Bélgica        | 0.750     |
| 19      | Argentina      | 0.747     |
| 20      | Tailandia      | 0.744     |

Los resultados del ICIM se encuentran disponibles en Immaterial Capacities Index.

## Formulación y resultados
Las capacidades materiales, están relacionadas con el funcionamiento la actividad macroeconómica, la defensa y la investigación en un Estado; las capacidades semimateriales, que son intermedias y secundarias, se refieren a la riqueza individual (promedio), a la situación general de la población y al bienestar de una sociedad-nacional; finalmente, las capacidades inmateriales, son relativas al atractivo turístico y cultural de un país, a su cosmopolitismo y la proyección internacional de sus medios de comunicación, de sus universidades y centros de investigación. Al medir dichas capacidades -a través del ICM, el ICSM y el ICIM- y adicionarlas, es posible obtener un dato que brinda una lectura multivariada y multidimensional de las capacidades de un Estado: el índice de poder mundial (IPM).
El IPM se entiende así "se entiende como una expresión numérica que calcula las capacidades materiales, semimateriales e inmateriales que dispone un Estado para el ejercicio de su poder en el sistema internacional".
Los resultados del IPM para 2017 fueron los siguientes:
| Ranking | País           | IPM 2017 |
| ------- | -------------- | -------- |
| 1       | Estados Unidos | 0.954    |
| 2       | Alemania       | 0.861    |
| 3       | Japón          | 0.851    |
| 4       | Australia      | 0.841    |
| 5       | Francia        | 0.821    |
| 6       | Reino Unido    | 0.817    |
| 7       | Canadá         | 0.800    |
| 8       | China          | 0.788    |
| 9       | Italia         | 0.788    |
| 10      | Corea del Sur  | 0.775    |
| 11      | España         | 0.764    |
| 12      | Rusia          | 0.758    |
| 13      | Suiza          | 0.750    |
| 14      | Países Bajos   | 0.745    |
| 15      | Brasil         | 0.743    |
| 16      | Suecia         | 0.735    |
| 17      | Arabia Saudita | 0.733    |
| 18      | Noruega        | 0.721    |
| 19      | Bélgica        | 0.711    |
| 20      | India          | 0.707    |

Igualmente, los resultados del IPM para los todos países se encuentran disponibles en World Power Index.

## Aplicaciones
Para ser computado, el IPM necesita de los valores máximos y mínimos que pudieran existir a nivel mundial. Al considerarlos, este instrumento estadístico permite identificar la posición específica de cualquier país en la jerarquía de poder mundial y, con ello, proceder al diseño de un modelo de estructura internacional en el cual cada categoría de Estados posee características y roles propios.
El IPM se ha convertido en una técnica de análisis de enorme potencial heurístico para varios estudiosos de las relaciones internacionales pues se han desarrollado estudios de casos como: México, Brasil, China, el G7, los BRICS, América Latina, los países periféricos y, el liderazgo de las potencias medias en las organizaciones internacionales.